# Spotted dick

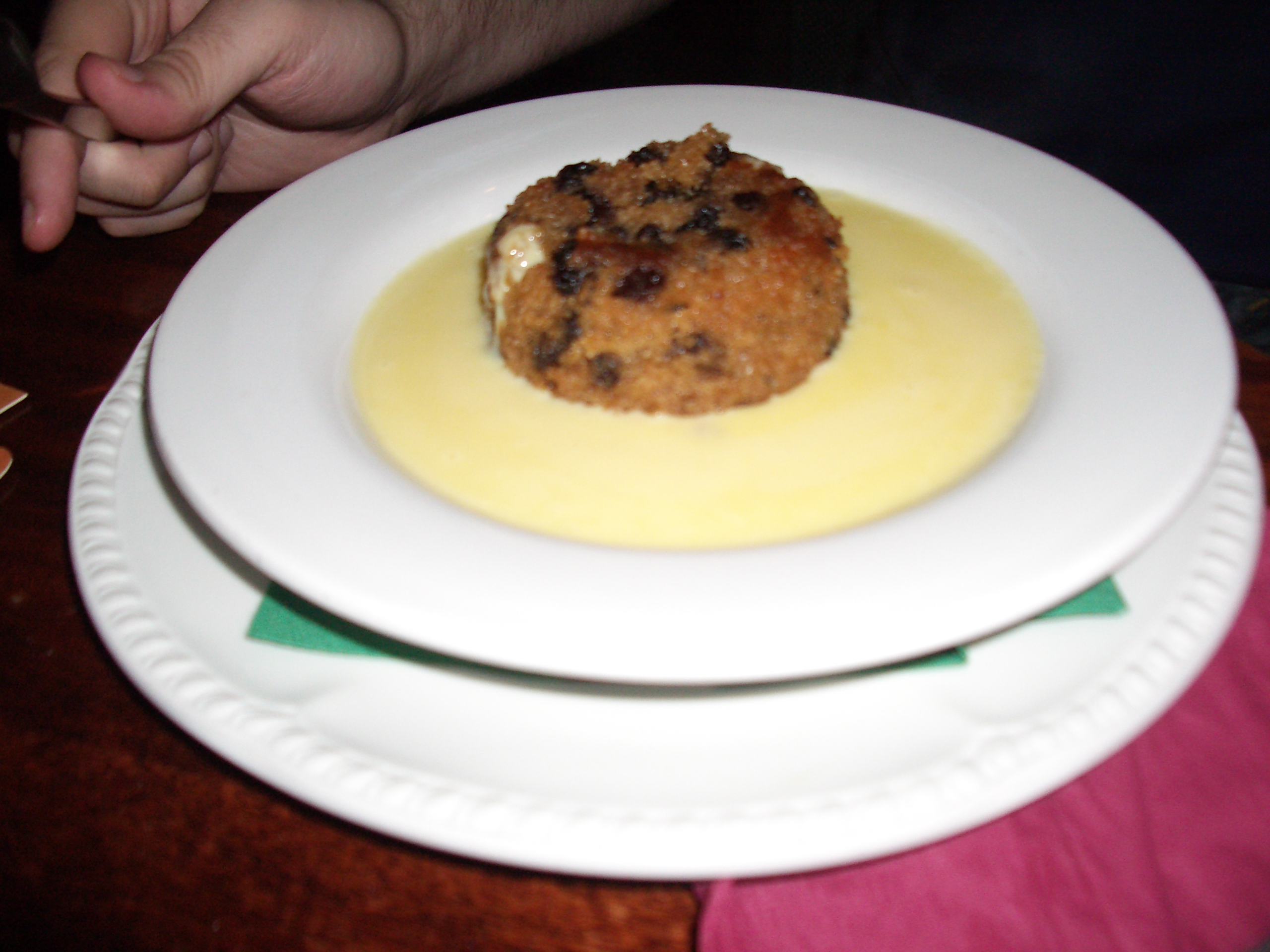
Spotted dick med vaniljsås

Spotted dick är en brittisk efterrättspudding. Puddingen består av mjöl, socker, talg och innehåller torkad frukt (oftast russin). Den tillhör den grupp av puddingar som traditionellt tillagas genom ångning. Vanligen serveras den med vaniljsås, men traditionellt används inte vanilj i såsen. 

## Etymologi
Spotted (prickig) avser den torkade frukten (som liknar fläckar) och dick kan vara kontraktion av ordet pudding (från sista stavelsen) eller möjligen en förvrängning av det engelska ordet för deg (dough).